# Chordophora ada
Chordophora ada là một loài bướm đêm trong họ Geometridae.